# Omiodes insolutalis
Omiodes insolutalis là một loài bướm đêm trong họ Crambidae.